# Satire (Orazio)
Le Satire (che l'autore chiamò Sermones) sono una raccolta di componimenti del poeta latino Quinto Orazio Flacco, scritti in esametri nel tipico genere della satira, ed articolati in argomenti letterario–programmatici, che vanno dal proemio al commiato a riflessioni sull'incontentabilità umana e l'avarizia, espressioni contro l'adulterio, financo un diario di viaggio, un ripensamento della propria condizione sociale e un resoconto dei rapporti con Mecenate, al quale fu dedicato il primo libro.

## Struttura
Si compongono di due libri: il primo con dieci componimenti (pubblicato nel 35 a.C.); il secondo con otto componimenti (pubblicato nel 30 a.C.).
Le satire si dividono, a loro volta, in quattro tipologie, quelle narrative e discorsive e quelle monologiche e dialogiche
- Le satire narrative presentano delle vicende reali o verosimili cui il narratore ha partecipato e in ognuna di queste vicende è contemplato un precetto morale e filosofico che, proprio perché derivante da situazioni quotidiane, è proprio di quella filosofia che Orazio prediligeva: la filosofia della vita, fatta di piccoli insegnamenti e valori universali. Orazio analizza la vicenda umana criticandone i vizi e proponendo il proprio ideale di vita basato sull'αὐτάρκεια (autarkeia, cioè l'autosufficienza interiore del saggio) e sulla μετριότης (metriotes, moderazione, che scaturisce dal giusto mezzo aristotelico), tutto riconducibile al valore universale stoico della virtus.
- Le satire discorsive svolgono una serie di argomentazioni e di riflessioni. Esse presentano notevoli affinità con la diàtriba la commistione di facezie e di argomenti seri; l'andamento da conversazione senza pretese, ravvivata dall'introduzione di un interlocutore fittizio che, presentando obiezioni e osservazioni, porge la battuta al poeta.
- Le satire monologiche possono avere andamento monologico o dialogico; il dialogo a sua volta può essere riferito o rappresentato direttamente, con scambio di battute tra il poeta e un altro personaggio o tra due personaggi.
- Nelle satire dialogiche tutta l'attenzione del poeta all'individualismo dell'uomo sembra svanita, prevalgono dialoghi di matrice cinica (modellati sulla diatriba) tra il narratore e una galleria di personaggi, che ha perso quell'ottimismo che caratterizza le satire narrative: sembra che il tempo e la fugacità dei piaceri abbiano preso il sopravvento sul poeta.

### Trama

#### Primo libro
- Orazio si muove fin dall'inizio dalla filosofia aristotelica: fin dalla prima satira elogia la filosofia del giusto mezzo, quando afferma: C'è una misura in tutte le cose: vi sono insomma dei precisi confini al di là e al di qua dei quali non può trovarsi il giusto[1].
- Nella seconda satira Orazio ribadisce che i senza cervello, mentre cercano di evitare taluni vizi, cadono nei vizi opposti.
- Nella terza elogia l'indulgenza: nessuno nasce senza difetti, il migliore è colui che ne ha di meno... ed è giusto che chi chiede indulgenza per i propri difetti, la conceda a sua volta anche agli altri.
- Nella quarta conduce la propria autodifesa: Come il funerale del vicino atterrisce gli ammalati intemperanti e con la paura della morte li costringe ad aversi riguardo, così spesso le vergognose azioni degli altri distolgono dai vizi gli animi ancora duttili. Perciò io, esente di tutti quei vizi che portano rovina, sono affetto da difetti lievi che si possono perdonare.
- Nella quinta satira si parla di una esperienza di vita vissuta di Orazio. L'autore narra il viaggio (Iter Brundisinum) che ha compiuto da Roma a Brindisi nel 37 a.C. per accompagnare Mecenate in una missione diplomatica, insieme anche a Virgilio. Il viaggio durò tredici giorni e l'autore ne tiene il diario riportando gli eventi e gli incontri.
- Nella sesta satira Orazio elogia Mecenate[2] il quale ha saputo riconoscere che non importa da quale padre uno sia nato, purché sia un onesto uomo e mostri di essere convinto che, anche prima del potere e del regno di Tullio, che fu un plebeo, molti uomini, sebbene nati da famiglie tutt'altro che illustri, vissero onestamente e innalzati a grandi onori; e che, al contrario, Levino, discendente da quel Valerio che cacciò in fuga dal regno Tarquinio il Superbo, non fu mai stimato più di un soldo. Continuando sullo stesso tema, Orazio scrive: Ed io reputo gran cosa per me essere piaciuto a te, che sai distinguere l'uomo onesto da disonesto, non per la nobiltà della nascita, ma per la purezza dell'anima e della vita. E riferendosi a suo padre: Egli mi crebbe pudico - e la pudicizia è il primo argomento della virtù - e mi preservò non solo da ogni turpe azione, ma anche da qualsiasi indegna diceria; né ebbe timore che alcuno potesse attribuire a sua colpa se io un giorno avessi dovuto vivere poveramente, facendo il banditore, o l'esattore come lui; né io mi sarei lamentato. E concludendo la satira Orazio esclama: Questa è la vita di chi sa essere libero dalle miserie e dal peso dell'ambizione. E così spero di poter vivere sempre, più felice che se mio nonno e mio padre e mio zio fossero stati questori!.
- La settima satira narra di un processo davanti a Bruto tra un ricco commerciante greco di nome Persio ed il re prenestino Rupilio.
- L'ottava satira parla di come il dio Priapo riesce a mettere in fuga le maghe Canidia e Sàgana.
- La nona è la famosa satira del seccatore in cui Orazio racconta, tra battute scherzose e una divertente ironia, dell'incontro con un personaggio che lo importuna[3].
- Nella decima satira Orazio sostiene che il ridicolo risolve le grandi questioni meglio e più vigorosamente della serietà.

#### Secondo libro
- Nella seconda satira del II libro Orazio tesse l'elogio della temperanza: Quale e quanto grande virtù, miei cari, saper vivere frugalmente (non è mio sermone, ma sono massime di Ofello, un campagnolo, filosofo senza nome né scuola e un uomo di rude sapienza) è bene che voi impariate... Però, diceva, Ofello, tra la sobrietà e la spilorceria v'è una bella differenza: ed è inutile che tu eviti un vizio per cadere malamente in un altro... E ora ascolta quali e quanti vantaggi porti con sé una vita moderata... Nei momenti difficili, chi potrà contare di più su sé stesso? Colui che avrà abituato il corpo e l'anima, troppo esigenti, ad infiniti bisogni superflui o chi abbia saputo contentarsi del poco e, timoroso del futuro, abbia preparato giudiziosamente durante la pace ogni cosa necessaria alla guerra? Perciò sappiate vivere da forti, e opporre alle avversità della vita la fortezza del vostro animo.
- Nella sesta satira Orazio elogia la vita campestre iniziando con una nota autobiografica: Era proprio questo il mio sogno: un pezzo di terra, non tanto grande, con un orto e una fonte sorgiva presso la casa, e anche un pochino di bosco. Altro non ti chiedo, o figlio di Maia, se non di rendermi stabili questi doni. Se è vero che io non ho accresciuto con le male arti il mio patrimonio, né lo consumerò con i vizi o con le colpe, allora ciò che possiedo mi basta e mi rende felice. Qui in campagna non mi tormenta né la malvagia ambizione, né l'accasciante scirocco, né l'infesto autunno fonte di guadagno per la crudele libidine. La satira contiene il celebre apologo del topo di città e del topo di campagna, il quale, dopo aver visto come si sta in città, conclude: Non ho proprio voglia di una simile vita, io, e ti saluto: la selva e la mia tana, al sicuro delle insidie, mi compenseranno del mio misero cibo.
- Nella settima satira Orazio esprime ed esplicita la morale degli stoici, quando fa parlare il servo Davo il quale gli dice: La verità è che tu, che comandi a me, ubbidisci umilmente ad un altro, e ti fai guidare come una marionetta dai fili tirati da altri. Chi, dunque, è libero? Il sapiente, che è padrone di se stesso, che non ha paura né della povertà, né della morte, né delle catene, che sa resistere alle passioni, che ha la forza di disprezzare gli onori, perfetto in se stesso, liscio e rotondo, sicché nessuna esterna può intaccarne la superficie, e sempre s'infrangono contro di lui i colpi della sfortuna.
- Nell'ottava e ultima satira Fundanio, amico di Orazio, racconta a quest'ultimo del banchetto svoltosi in casa del ricco Nasidieno in compagnia di altri personaggi tra i quali spicca Mecenate. Viene descritta la varietà e la raffinatezza del cibo, curato minuziosamente da Nasidieno, senza disdegnare una punta di ironia e di scherzo.

## Modelli
Partendo dalle premesse della satira latina di Ennio e Varrone, Orazio compie un'estrema operazione di revisione e ne elabora una nuova ed originale che sarà il modello per ogni scrittore di satira successivo.
Trae spunto sia dalla più recente satira menippea riprendendone i temi diatribici, sia dalla satira luciliana utilizzando l'esametro, verso più stilizzato ed elegante. L'innovazione della sua poetica sta nel fatto che rifiuta la durezza degli attacchi e il realismo crudo tipico della satira tradizionale, arrivando ad affermare che le opere di Lucilio scorrono in modo fangoso a causa della trascuratezza e rozzezza del linguaggio (1, 4, 11 cum flueret lutulentus, erat quod tollere velles, "poiché scorreva fangoso, vi erano cose che avresti voluto eliminare").
Di gran lunga più benevola è l'aemulatio per la Commedia antica ateniese di Aristofane, che sapeva essere a suo tempo tagliente e dura ma con quell'eleganza che Lucilio non ha saputo imitare.

## Critica
Nell'introduzione alla propria traduzione dell'opera di Orazio, Andrea Gustarelli così scrive: "Ma quello che fa di queste satire una delle opere artisticamente più pregevoli della letteratura latina, è il modo in cui Orazio sentì ed espresse il suo piccolo e pur grande mondo poetico. Egli ha e sa di avere, nei rispetti della società contemporanea, quella superiorità di coscienza sentimentale e morale che è la condizione sine qua non perché nasca la satira; ma egli un uomo modesto, temperante, equilibrato, e il suo spirito di poeta, pur desto ed arguto, non conosce la violenza espressiva di Lucilio né la smaniosa ira di Giovenale: il mondo, quindi, della realtà circostante e del suo segreto pensiero, interessa, sì, la sua anima, la incrina, vi disegna l'orma delle sue molte verità, ma non vi affonda, non vi imprime solchi incancellabili e il suo sorriso non sempre è fatto di allegria, ma non è fatto mai di vera e fonda amarezza".